# Teatro di Monte Jato

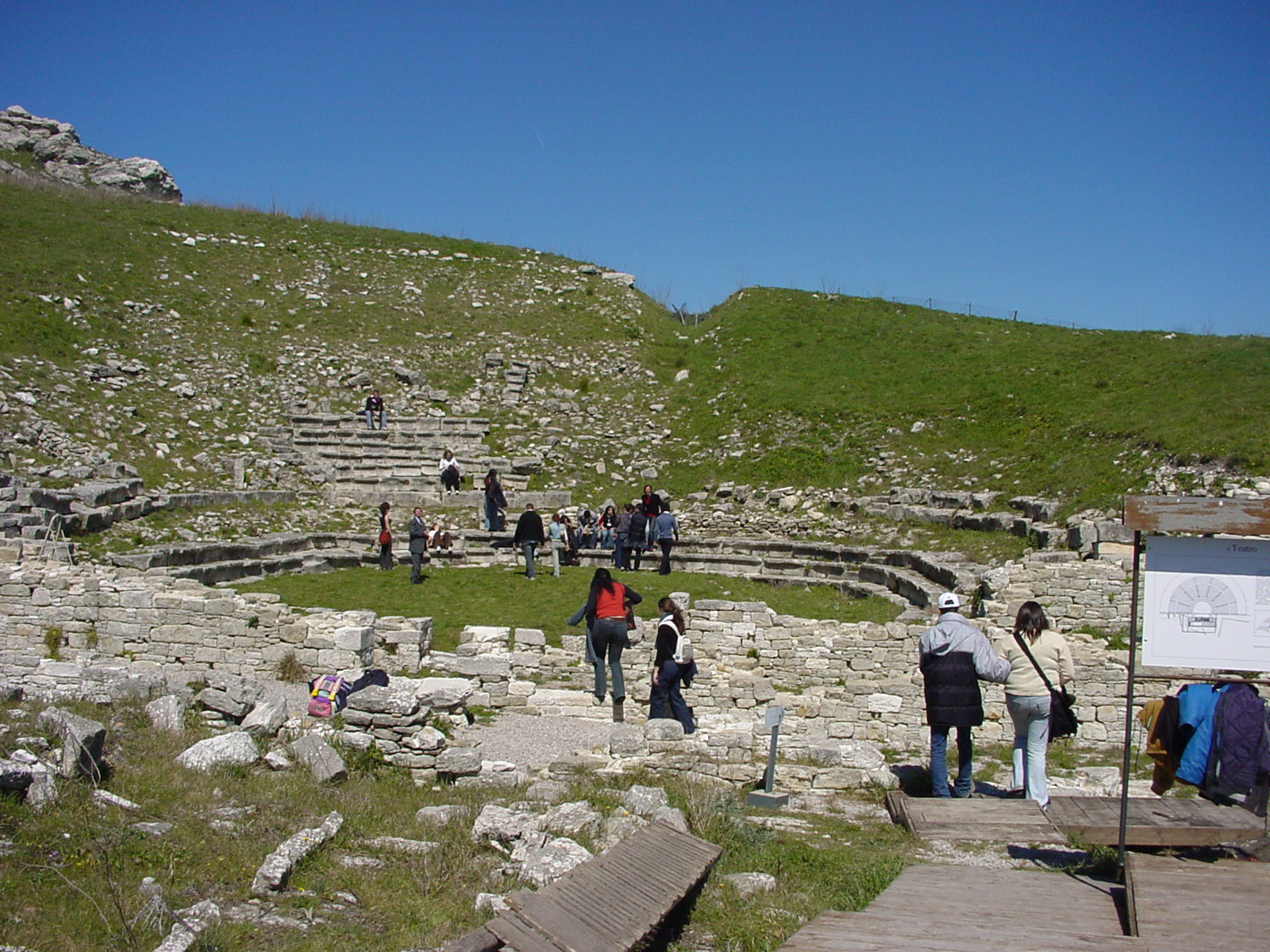
Il teatro di Monte Jato

Il Teatro di Monte Jato è un antico teatro della Sicilia posizionato in provincia di Palermo, nel comune di San Cipirello. È inserito nel sito archeologico di Iaitas. 

## Storia
Venne costruito alla fine del IV secolo a.C. in un luogo già abitato dagli Elimi. Il teatro aveva probabilmente come modello il teatro di Dioniso, edificato ad Atene all'inizio del secolo precedente.
Molti elementi furono utilizzati per la costruzione di edifici attigui o sovrastanti il complesso, che sarà infatti sepolto dalla rete viaria: in età romana una casa fu addossata al portico esterno dell'edificio, mentre furono gli Arabi a costruire un rione abitativo sulla cavea.

## Architettura
Come consueto negli antichi teatri fra i greci, il teatro di Monte Jato aveva una caratteristica forma semicircolare: la cavea divisa in sette settori e solcata da otto scalinate era composta da 35 gradinate e sfruttava il pendio naturale fornito dal versante dell'omonimo monte, offrendo così la capienza di 4.500 posti a sedere. Anteriormente erano poste delle gradinate riservate agli ospiti d'onore, quali ambasciatori, sacerdoti, politici: solo queste presentavano lo schienale e si pensa fossero decorate. Nella struttura era presente un sistema per lo scolo dell'acqua piovana. 
L'edificio scenico vero e proprio, munito di parasceni laterali, risulta essere l'elemento meglio conservato nonostante le numerose ristrutturazioni subite: la prima venne effettuata verso il 200 a.C., mentre l'ultima risale al I secolo d.C. Durante gli scavi all'interno dell'edificio scenico sono stati trovati rinvenuti numerosi pezzi di pavimento provenienti dal piano superiore e tegole rotte.